# Moon of Soul
A Moon of Soul egy magyar szférikus progresszív metal együttes. 1996-ban alakult, 2007-ben feloszlott. Alapító tagok: Csernyánszky Gábor (gitár, ének), Csernyánszky Tamás (gitár), Gróza Ferenc (basszusgitár), Pongó Tamás (dob). 2002-ben csatlakozott Marozsán János (gitárszintetizátor), 2004-től pedig Balogh József Ádám töltötte be a dobos posztot. A zenekar 2010-ben újjáalakult. Több tagcsere után 2015-ben alakult ki az aktuális felállás. Csernyánszky Gábor gitár/ének, Csernyánszky Tamás gitár, Pilcsák Soma basszusgitár, Molnár László dob. A zenekar tagjai Égforrás néven egy ötszámos kislemezt adtak ki Belső álom címmel. 

## A dalokról
A Death-re, Cynicre jellemző bonyolult ritmusvilág és különleges riffek ötvöződnek a lebegős-progresszív (Opeth, Psychotic Waltz-szerű) dallamokkal és a sajátos, belső forrásokból táplálkozó versekkel oly' különleges hangulatot teremtve, mely csak a Moon of Soulra jellemző.

## Diszkográfia
Moon Of Soul
- Világfölötti Mozdulat (Demo, 1998)
- Hang-Alkony-Menedék (Demo, 1999)
- Égforrás (2001)
- Titokszülő (2003)
- Ébredés (2007)
- Hangóceán (2014)
- Világteremtő (EP, 2017)

Égforrás
- Belső álom (EP, 2015)

## Külső hivatkozások
- Moon Of Soul hivatalos myspace profil
- Moon Of Soul hivatalos facebook profil